# Бжезінка (Намисловський повіт)
Бжезінка (пол. Brzezinka) — село в Польщі, у гміні Намислув Намисловського повіту Опольського воєводства.
Населення — 84 особи (2011).

## Демографія
Демографічна структура станом на 31 березня 2011 року:
|          | Загалом | Допрацездатний вік | Працездатний вік | Постпрацездатний вік |
| -------- | ------- | ------------------ | ---------------- | -------------------- |
| Чоловіки | 43      | 8                  | 32               | 3                    |
| Жінки    | 41      | 4                  | 25               | 12                   |
| Разом    | 84      | 12                 | 57               | 15                   |